# Hamza Asrir
Hamza Asrir (en arabe : حمزة أسرير), né le 12 mai 1993, est un footballeur marocain évoluant au poste de défenseur central a l'Olympique Club de Khouribga.

## Biographie
Le 30 mai 2022, il entre en jeu à la 95e minute à la place de Jalal Daoudi contre l'Al-Ahly SC en finale de la Ligue des champions de la CAF et remporte la compétition grâce à une victoire de 2-0 au Stade Mohammed-V,,,.

## Palmarès

### En club
Wydad Athletic Club(3)
- Ligue des champions de la CAF
  - Champion : 2022
- Champion du Maroc
  - Champion : 2021 et 2022